# Pseudarmadillo hoplites
Pseudarmadillo hoplites är en kräftdjursart som först beskrevs av Lee Boone 1934.  Pseudarmadillo hoplites ingår i släktet Pseudarmadillo och familjen Delatorreidae. Inga underarter finns listade i Catalogue of Life.